# Lupinus oquendoanus
Lupinus oquendoanus är en ärtväxtart som beskrevs av Charles Piper Smith. Lupinus oquendoanus ingår i släktet lupiner, och familjen ärtväxter. Inga underarter finns listade i Catalogue of Life.